# Gaborone United Sporting Club
Il Gaborone United Sporting Club è una società calcistica botswana con sede nella città di Gaborone. Milita nella Premier League, la massima divisione del campionato botswano di calcio.

## Storia
Il club fu fondato il 27 settembre 1967 da 17 membri: Osbert Kgabosetso Sedirwa, Robert Moirwagale, David Mophuting, Eunice T.S. Radebe, Necta Senwelo, Boyce Mothobi, David Molefi, Maitshwarelo Dabutha, Julius Mathangwane, Toro Lenamile, Bankane Mokgware, Peter Jane, Ethna Keabetswe Dabutha, Gagonakago Mojalemotho, Sandy Raditladi, Jonathan Molapo e Aaron Gare. Come primo presidente fu nominato Osbert Sedirwa e la squadra iniziò la sua attività nel piccolo campo sportivo della Gaborone Secondary School. Nel dicembre dello stesso anno entrarono a far parte della dirigenza Willie Matheadira Seboni, originario dello Zambia e Oarabile Kalaben che si misero immediatamente al lavoro per far crescere la squadra e riuscirono a convincere la South African Breweries (SAB) a sponsorizzare il campionato nazionale.

### Partecipazioni alle competizioni CAF
- Coppa dei Campioni d'Africa/CAF Champions League: 3 presenze

1987 - Turno preliminare
1991 - Turno preliminare
2010 - Secondo turno
- Coppa CAF: 2 presenze

1994 - Primo turno
1998 - Squalifica al Primo turno

## Società
- Dr. Fidelis Nkomazana - Presidente
- Babatshe Paphane - Vice presidente
- Kagiso Sebele - Segretario generale
- Kennedy Ramojela - Responsabile comunicazione
- Romeo Benjamin - Responsabile pubbliche relazioni

## Palmarès

### Competizioni nazionali
- Campionati botswani : 8

1967, 1969, 1970, 1986, 1990, 2009, 2022, 2025
- Coppa di Botswana: 9

1968, 1970, 1984, 1985, 1990, 2012, 2020, 2022, 2023
- Coppa dell'Indipendenza del Botswana: 8

1978, 1979, 1980, 1981, 1984, 1985, 1992, 1993
- Orange Kabelano Charity Cup: 1

2003

### Competizioni minori
- Gaborone Fitness Centre Tournament: 1984
- City Day Cup: 1993
- Gaborone Sun Challenge Cup: 1994
- Supreme Cup: 1995

### Altri piazzamenti
- Coppa di Botswana:

Finalista: 1986, 1993, 2000

## Organico 2010-2011

### Staff
- Tebogo Kgosietsile - Team manager
- Elvis Chiweshe - Allenatore
- Kegomoditswe Dlamini - Vice allenatore
- Tsholo Sethoko - Preparatrice atletica
- Ditlamelo Mareme - Medico sociale